# Tamburello (attrezzo)

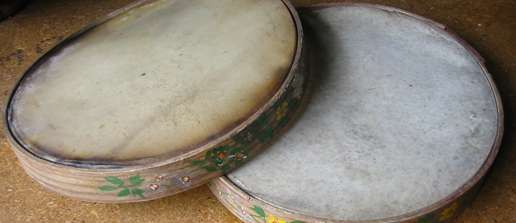
due tamburelli di legno a forma circolare

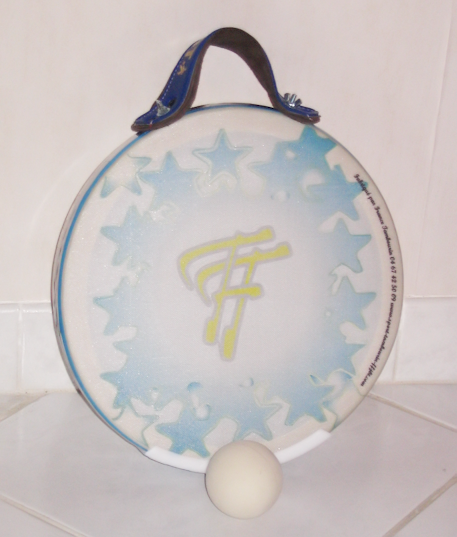
tamburello di plastica a forma circolare con palla

Il tamburello è un attrezzo usato per la pratica di varie specialità atletiche definite pure sport sferistici poiché le gare spesso si svolgono in sferisterio al coperto o all'aperto; l'atleta che usa tale  strumento di gioco è  definito tamburellista. Questo tipo di attrezzo ha ormai 200 anni e ha dato inizio a una delle discipline più antiche del CONI: la pallatamburello, tuttora diffusa in Italia e all'estero.

## Storia
L'uso di questo attrezzo è di origine molto antica e, secondo certe fonti, risale agli antichi Romani che adoperavano pure la racchetta. Nel 1555 Antonio Scaino da Salò descrisse il tamburello nel suo famoso trattato riguardante molte discipline dell'epoca. Ovviamente, tamburello e racchetta erano fabbricati in legno poi si sono utilizzati materiali moderni quali plastica e leghe sintetiche. Le nazioni che hanno maggiormente contribuìto all'evoluzione dell'attrezzo sono Italia e Francia.
Nei giorni 6-7-8 dicembre 2013 nel palazzetto dello sport di Castel Goffredo si sono svolte alcune partite e le finali del "1º Campionato del mondo indoor di tamburello-Italia 2013".
Le competizioni internazionali proseguono con successo e sono ancora in atto.

## Tipi di tamburelli
Esistono due tipi principali di tamburello: quello di forma circolare e l'altro di forma ovale chiamato pure tamburina, tamburella, soffietta oppure ovalina a seconda della regione. Quello di forma circolare ha un diametro di 28 cm per gli adulti e per i bambini il diametro è 26 cm, quindi il peso è solitamente contenuto entro 430 e 520 g per i tamburellisti professionisti. La tamburina ha diverse misure per le varie specialità e il diametro è massimo 36 cm, con peso poco oltre 4 etti. I tamburelli si distinguono riguardo al rumore provocato dall'impatto degli attrezzi sulla palla  dunque si producono tamburelli sonori, semiafoni e afoni: sonorità e silenziosità dipendono dai materiali adoperati per fabbricare determinati tipi di tamburelli.
Nel tambeach inizialmente si usavano solo i classici "Berruti", costruiti artigianalmente nei dintorni di Torino e da là diffusi. Telaio circolare in legno, membrana in pelle d'asino. Si saprà molti anni dopo che il prodotto diffuso in Sicilia è lo scarto dei tamburelli che direttamente vengono scelti in fabbrica dagli atleti del gioco tradizionale praticato allora, come oggi, soprattutto nelle regioni del nord. La sua manutenzione era, o è, complessa: lontano da ogni forma di umidità, va steso al sole nelle ore più calde e va utilizzato negli orari centrali della giornata.
La difficoltà di reperire sul mercato locale i tamburelli "Berruti” e l'eccessivo costo degli stessi, tenevano lontano dai tornei le masse di giovani che avrebbero potuto, al contrario, dare linfa e successo alle manifestazioni. La chiusura della ditta "Berruti” sembrò dare un duro colpo alla diffusione dello sport estivo; i sostituti "Campidelli" e "Giacopuzzi" non sembrarono per niente affidabili.
La nascita nel 1978, grazie a un'idea rivoluzionaria di Emilio Vettorello, della ditta Harpast diede al tamburello una nuova fisionomia. Lo strumento realizzato dalla ditta era interamente sintetico e venne accolto con diffidenza nella comunità del tamburello tradizionale, ma non nei territori "poveri" dove il nuovo tamburello ebbe un successo inatteso per via della sua stabilità e indeformabilità in qualsiasi condizione atmosferica e soprattutto per via del costo ridotto. Da allora il tamburello sintetico rimane il più venduto e il più utilizzato.